# Алберт II, војвода Аустрије
Алберт II, војвода Аустрије (12. децембар 1298, Дворац Хабсбург, Швабија - 16. августа 1358, Беч), познат као Мудри или Хроми, члан Хабсбуршке куће, био је војвода Аустрије и Штајерске од 1330, као и војвода од Корушке и Марша-Мариографа Крањске. од 1335. до смрти 1358.

## Биографија
Алберт II рођен је у дворцу Хабсбург у Швабији,  био четврти син немачког краља Алберта I и његове жене Елизабете Корушке, ћерке Меинхарда II, војводе од Корушке.члана куће грофова из Горице (Meinhardiner).
У почетку се припремао за црквену каријеру, иако је још увек био малолетан, изабран је 1313. за бискупа у Пасави. Међутим, морао је да се такмичи са противничким кандидатима, и коначно се одрекао функције 1317. године.

### Приступање престолу
Алберт II је још од 1326. владао југозападним делом Аустријског војводства заједно с братом Фридрихом Лепим, а након његове смрти од 1330. до 1339. владао је Аустријским војводством и Штајерском, прво с братом Отом, а након његове смрти сам. Алберт је до 1335. успео проширити своје домене на Корушку и Крањску. За време своје владавине проширио је привилегије Беча, и претворио га у своју пријестолницу 1340.
Алберт је повећао своје поседе наслеђивањем поседа своје супруге Јоане из Пфиртa, које су сачињавали алзашки округ Пфирт и неколико градова. Након смрти свог ујака по мајци војводе Хенрика Корушког 1335. године,
Алберт је успео да утврди своју власт у Корушкој и Маршу Крањском, након смрти последње представника  династије Горица-Тирол Хајнриха Хорутанског, огромно царство Корушке постало је део аустријских поседа. Због отпора локалног племства, Тирол се није могао припојити. Тиролом је владала грофица Маргарита Маулташ.

### Спољна политика
Одражавајући његов високи углед међу секуларним и црквеним вођама Европе, 1335. Папа Бенедикт XII замолио га је да посредује у сукобу цркве са царем Лујем. Две године касније, француски краљ Филип VI. 1337. замолио га је за помоћ против цара Вителсбаха и енглеског краља Едварда III. Ипак, Алберт је остао веран цару све до Лујеве смрти 1347. године; такође је био блиски савезник сина војводе Луја V Баварског. Након рушења дворца Раперсвил од стране снага Рудолфа Бруна 1350, аустријски војвода марширао је против швајцарске конфедерације и опсаде града Цириха, али безуспешно.

### Унутрашња политика
Због заштите хабсбургшких домена, да се неби диелили, 1355. издао је кодекс назван „Албертов кућни ред” (Albertinische Hausordnung). да унапред одреди правила сукцесије у хабсбуршким земљама по принципу првобитности (primogeniture).
Према Албертовом правилу „Албертов кућни ред”, наследио га је најстарији син Рудолф IV, чија су млађа браћа деловала као регенти. Међутим, након Рудолфове смрти 1365. године, Хабсбуршке земље су подељене Нојберговим споразумом из 1379. године између Албертових млађих синова Алберта III и Леополда III.
Упркос чињеници да су деца Алберта II већ прекршила овај закон и поделила аустријске земље између себе, цар Максимилијан I обновио је „Правила Албертинске куће“, а касније је правило ушло у текст Прагматичне санкције 1713. године и остао један од темеља аустријске монархије до 1918. године.
Алберт II је много пажње посветио рационализацији државног система својих поседа. За Штајерску и Корушку је развио и одобрио основне законе који су остали на снази до пада Хабсбуршке монархије, укључујући „Штајерску планинску књигу” (Bergbüchel).
Основао је Картузијански самостан Гаминг, у ком је и сахрањен.

### Смрт
Алберт II је умро у Бечу 1358. године и сахрањен је у манастиру сопствене фондације, Геиминг Чартерхаус (Gaming Charterhouse) у данашњој Доњој Аустрији.

## Породица и деца
Алберт II се оженио грофицом Јоханом из Пфирта 15. фебруара 1324., кћерком грофа Улриха III из Пфирта, у Бечу. У браку су имали следећу децу:
- Рудолф IV, војвода Аустрије (1. новембар 1339, Беч - 27. јула 1365, Милано ), који је наследио оца као војвода аустријскоки, штајерски и корушки. Његов брак са Катарином Луксембуршком остао је без деце; након његове смрти наследила су га млађа браћа Алберт III и Леополд III[4].
- Катарине (1342, Беч - 10. јануара 1381, Беч), опатица Свете Кларе у Бечу.
- Маргарет (1346, Беч - 14. јануара 1366, Брно ), удата:
  - Први брак у Пасави 4. септембра 1359. гроф Меинхард III из Горице-Тирола[4];
  - Други брак у Бечу 1364. Марграве Јохн Хенри из Моравске[4].
- Фредерик III, војвода Аустрије (1347, Беч - 1362, Беч). Умро неожењен[4].
- Алберт III, војвода Аустрије (9. септембра 1349, Беч - 29. августа 1395, дворац Лакенбург). 
  - Први брак са Елизабетом Бохемијском , ћерком луксембуршког цара Карла ИВ, брак је био без деце[3];
  - Други брак, оженио Беатрикс од Нирнберга , ћерка Хохензоллерн бурграве Фредерик V[3]. Породитељ хабсбуршке албертинске линије .
- Леополд III, војвода Аустрије (1. новембар 1351, Беч - 9. јула 1386, Семпах ). Ожењен Виридисом Висцонти, другом ћерком Барнабе Висцонтија, лорда Милана; прародитељ хабсбуршке Леополданске линије[3].

## Породично стабло
Lua грешка in Модул:Ahnentafel at line 143: attempt to concatenate field 'име' (a nil value).